# Mazatlán Fútbol Club
Maillots
Actualités
Le Mazatlán Futbol Club, est un club mexicain de football basé à Mazatlán dans la région de Sinaloa à l'ouest du Mexique.

## Histoire
En 2017, le gouvernement de la région de Sinaloa décide de construire un nouveau stade dans la ville portuaire de Mazatlán afin d'y installer une équipe de Liga MX. L'installation est inaugurée mi-2020, trois clubs sont intéressés de déménager dans la région, Club Puebla, Querétaro Fútbol Club et Club Atlético Morelia.
Le 2 juin 2020, le Club Atlético Morelia également connu sous le nom Monarcas Morelia annonce son déménagement vers Mazatlán et son nouveau nom, Mazatlán Futbol Club qui prendra la place de Morelia en première division mexicaine. Quelques semaines plus tard, le nouveau logo est dévoilé, puis est présenté le nouvel entraîneur, Francisco Palencia.
Le 3 juillet 2020, le club dispute son premier match, une rencontre de Copa Mexico à domicile contre les Tigres UANL (0-0). La première équipe est composée de huit joueurs de Monarcas Morelia et de trois nouveaux.
Le 27 juillet 2020, le club dispute son premier match de championnat de première division, également à domicile contre le Club Puebla, il perd 1-4. Lors de ce premier match sur les 14 joueurs utilisés, 12 proviennent du Monarcas Morelia. Pour sa première saison, Mazatlán termine à la 14e place du championnat.

## Stade
Le stade est construit en 2017 après la décision du gouvernement de Sinaloa de faire venir une franchise de football à Mazatlán. Il sera inauguré le 27 juillet 2020 et peut accueillir 25 000 spectateurs. Le nom officiel est stade de Mazatlán mais est également connu sous le nom El Kraken.